# 開放轉發

郵件轉發

開放轉發（open relay）是一項SMTP電郵伺服器的設定，使得互聯網的所有使用者都可以透過該伺服器轉發電郵。

## 歷史
1990年代前，一般寄送電郵的方法是將電郵由一台電腦傳到另一台，這樣的方法通常不太有效。因此，有了電郵轉發（mail relay）的概念。電郵轉發可以設定黑名單或白名單，當然也可容許任何使用者透過它轉發郵件，即開放轉發。開放轉發是UNIX上的電郵伺服器的預設設定。由於早期的互聯網多是教育和政府機構使用，沒有甚麼商業機構，所以垃圾郵件並不是甚麼嚴重問題。
現時，隨着技術進步，各種網絡協議已經有了將訊息一個傳一個的能力，轉發的功能已無用武之地。
在1990年代中，垃圾郵件發出者利用伺服器開放轉發的功能，令垃圾郵件不被其他伺服器查出。現時，有些ISP使用DNSBL或其他反垃圾郵件組織所建立的黑名單來拒絕由開放轉發伺服器發出的郵件。而各郵件傳送軟體也將開放轉發預設為關閉，一些ISP的伺服器只接受自身IP網段的轉發，或需帳號及密碼認證通過才可轉發。